# 大森タクシー (鳥取県)
大森タクシー株式会社（おおもりタクシー）は、鳥取県鳥取市に本社を置くタクシー・貸切バス事業者である。
公益社団法人日本バス協会傘下の鳥取県バス協会会員。

## 歴史
- 1970年（昭和45年）- 6月6日 大森タクシー株式会社設立、営業開始。
- 1993年（平成5年）- 9月9日 鳥取県鳥取市幸町82より、鳥取県鳥取市古海890-8（2001年（平成13年）2月12日付での住居表示実施に伴い、現在は南安長1丁目2-18）へ移転。
- 1997年（平成9年）- 12月7日 一般貸切旅客自動車運送事業を開始。
- 2012年（平成24年）- 10月1日 いなばタクシーの乗合タクシー（河原口 - 河原 - 中井農協前 - 神馬間、河原口 - 河原 - 佐貫 - 山上 - 小倉間の各一部便）を日ノ丸ハイヤー・大森タクシーの運行に変更（ただし一部便は日ノ丸自動車の乗合バスによる運行となる）。
- 2013年（平成25年）- 1月7日 - 南中前 - 西円通寺線（鳥取市立南中学校の通学便）を運行開始（2014年（平成26年）3月31日をもって運行終了）[3]。
- 2019年（平成31年）3月31日 - 鳥取市南部支線バスを運行終了。翌日から鳥取市が自家用有償旅客運送による乗合タクシーとして、鳥取市南部支線バスを運行開始。

## 事業所
- 本社・鳥取営業所
  - 鳥取県鳥取市南安長1丁目2-18
- 用瀬営業所
  - 鳥取県鳥取市用瀬町用瀬430-14

## 路線

### かつて運行されていた路線
- 南中前 - 大覚寺 - 国安 - 西円通寺
  - 土曜・休日運休。
  - 2013年1月7日運行開始。鳥取市立南中学校の通学便として運行されていた。日ノ丸自動車の（現在の[93]）鳥取駅 - 用瀬線の一部便が南中前を経由することになったため、2014年3月31日に運行を終了した[3]。
- 鳥取空港 - 鳥取砂丘間乗合タクシー
  - 鳥取砂丘コナン空港 - 鳥取砂丘
    - 毎年シーズン限定で運行される（2013年は4月5日～12月23日の間の金・土・日曜・祝日、及びゴールデンウィーク期間や夏休み期間中の毎日）。
    - 日本交通、鳥取自動車、旭タクシーとの共同運行である。
    - 鳥取県からの補助金打ち切りに伴い、2016年3月31日に運行を終了した[4]。

#### 乗合タクシー
- 鳥取市南部地域乗合タクシーは乗合バスの代替として運行されているため、乗合バスの運賃が適用される（乗車券は日ノ丸自動車・日ノ丸ハイヤー・サービスタクシーと相互利用可能）。詳細な運行案内は#外部リンクを参照のこと。
- 2019年3月31日に鳥取市南部地域の乗合タクシーから撤退し、4月1日から鳥取市が運行する自家用自動車（白ナンバー）による有償運送による乗合タクシー（鳥取市南部支線バス）に引き継がれた。同時に神馬 - 上神馬間を除き予約制を取りやめ、定時運行に変更した。定期券・回数券の相互利用制度も継続されている。
- 2021年3月31日に鳥取市南部支線バスのうち和奈見国英線が廃止され、4月1日から鳥取市南部支線バス（現在の[K3]）和奈見線と（現在の[K4]）いきいき国英コミュニティバスに引き継がれた[5]。
- 2021年9月30日に鳥取市南部支線バスのうち佐治線・津野津無線が廃止され、10月1日から[M1] さじ未来号に引き継がれた[6]。同時に路線番号を導入した。
- 2022年3月31日に鳥取市南部支線バスの残る全路線（[K1] 西郷線・[K2] 散岐線・[K3] 和奈見線・[M3][M2] 江波赤波線）が廃止され、4月1日から日ノ丸ハイヤー・さんき楽楽バス・いきいき社バスに引き継がれた[7][8][9]。
  - （現在の[K1]） 河原口 - 河原 - 曳田 - 中井農協前 - （神馬 - （上神馬） - 神馬） - 北村
  - （現在の[K2]） 河原口 - 河原 - 曳田 - 中佐貫 - （山上） - 小倉
    - 上記2路線は日ノ丸自動車・日ノ丸ハイヤーと共同運行。

  - （現在の[K3]・[K4]） 河原口 - 河原 - 三谷 - 河原駅 - 中佐貫 - 散岐小学校 - 和奈見
    - 散岐小学校 - 和奈見間の1往復（鳥取市立散岐小学校の通学便）を除き予約制。

  - （現在の[M1]） 用瀬駅前 - 用瀬 - 古市 - 佐治町総合支所前 - 加茂 - 余戸 - 尾際 - 栃原
    - 日ノ丸自動車と共同運行。

  - （現在の[M1]） 用瀬駅前 - 用瀬 - 津無 - 古市 - 佐治町総合支所前 - 津野
    - 予約制。月曜日・水曜日・金曜日のみ運行。

  - （現在の[M3]・[M2]） 赤波 - 鷹狩駅前 - 用瀬駅前 - 用瀬 - 用瀬小運動公園前 - 社 - 江波
    - 日ノ丸自動車と共同運行。土曜・休日運休。

## 車両
鳥取市南部地域の乗合タクシーではトヨタ・ハイエースが使用されていた。鳥取市南部支線バスへの移行に伴い、自家用自動車（白ナンバー）に変更して2021年 - 2022年まで継続使用されていた。その後、鳥取市南部支線バスの廃止に伴い、日ノ丸ハイヤー・さんき楽楽バス・いきいき国英コミュニティバス・さじ未来号・いきいき社バスでは新車（トヨタ・ハイエース）が導入された。